# الثعابرة (القبيطة)

تعديل مصدري - تعديل

الثعابرة هي إحدى قرى عزلة كرش بمديرية القبيطة التابعة لمحافظة لحج، بلغ تعداد سكانها 46 نسمة حسب تعداد اليمن لعام 2004.